# Морозовы (Оричевский район)
Морозовы — деревня в Оричевском районе Кировской области в составе Спас-Талицкого сельского поселения.

## География
Расположена на расстоянии примерно 4 км по прямой на восток-юго-восток от райцентра поселка Оричи.

## История
Известна с 1671 года как деревня Бажиных с 2 дворами, в 1764 году здесь уже 51 житель. В 1873 году здесь (деревня Бажинская или Морозовы) дворов 14 и жителей 93, в 1905 (починок Бажинский или Морозовы)  22 и 140, в 1926 (деревня Морозовы или Бажинская) 26 и 149, в 1950 25 и 113, в 1989 оставалось 5 постоянных жителей.  

## Население
Постоянное население составляло 0 человек в 2002 году, 1 в 2010.